# Ben Wysocki
Benjamin "Ben" Wysocki, född den 26 november 1984 i Denver, Colorado. Trummis i det amerikanska bandet The Fray.